# Ada (cratera)
Ada é uma cratera marciana. Têm como característica 1 quilômetro de diâmetro. Deve o seu nome à localidade homónima situada no estado americano Oklahoma, nos Estados Unidos.